# Evgheni Leonov
Evgheni Pavlovici Leonov (n. 2 septembrie 1926 – d. 29 ianuarie 1994)  a fost un actor rus ce a interpretat roluri principale în cele mai faimoase filme sovietice.
Considerat „unul dintre cei mai iubiți actori din Rusia“, Leonov a oferit, de asemenea, și vocea pentru o serie de personaje din desenele animate sovietice, inclusiv pentru celebrul Winnie the Pooh.

## Viața
Crescut într-o familie tipic moscovită, Leonov și-a dorit de mic copil să devină un pilot pentru avioanele de război. Pe vremea aceea, din cauza celui de-al doilea război mondial, aceasta era dorința celor mai muți băieți din întreaga lume. Leonov a fost, desigur, influențat și din cauză că tatăl său lucra într-o fabrică de avioane, unde, în timpul războiului de eliberare, s-a angajat și el. După încetarea războiului, leonov a fost admis la Conservatorul de Artă Dramatică din Moscova, unde a studiat la clasa lui Mihail Ianșin.

## Cariera profesională
La primul său film, Leonov a fost folosit ca o suplimentare și nu a primit nici o remunerație pentru munca sa. Mai târziu însă a reușit să devină nelipsit din filmele lui Georgi Daneliya, ce l-a inclus în toate succesele lui de casă, inclusiv în: Gentlemen of fortune, Autumn Marathon, Mimino, Afonya și Kin-DZA-DZA!. 
Statura sa bondoacă, ochii rotunzi și expresivi, chipul senin, trupul leneșe, și ușoarele bîlbîiri l-au făcut ideal pentru rolurile caricaturale în care sa specializat. Leonov a atras însă și nenumărate elogii din partea criticilor pentru rolurile sale tragice și pentru naturalețea interpretării. De altfel mulți actori remarcabili ruși evitau să joace în aceleași filme cu el, simțindu-se incomodați de naturalețea cu care juca.
Deși în Autumn Marathon (1980) Leonov a avut doar un rol secundar filmul este și astăzi considerat unul dintre cele mai populare filme ale sale, rolul aducându-i premiul pentru cel mai bun actor la Festivalul de Film de la Veneția. Alte filme ce l-au impus ca unul dintre cei mai mari actori comici ai Rusiei sunt Gentlemen of fortune și The Belarus Station, ambele realizate în 1971 și extrem de des difuzate la televizor.
Mulți îl consideră pe Leonov drept „Fernandel al Rusiei“, mai ales că el a interpretat peste 200 de roluri și a fost cel mai bun actor comic ce a contribuit la afirmarea cinematografiei ruse.
În 1991, în timpul unui turneu în Germania, Leonov a suferit un foarte grav atac de cord, și a stat în comă 10 zile. Viața i-a fost salvată doar după o intervenție chirurgicală majoră, Leonov ieșind din spital doar pentru a începe o serie de repetiții la Teatrul lenkom.
Leonov a încetat din viață la 29 ianuarie 1994 în drum spre Teatrul Lenkom unde juca în piesa „Pomenirea morților“. Când decesul său a fost anunțat în sală, publicul a plecat imediat spre biserică, blocînd circulația. Peste o jumătate de milion de oameni au fost atunci prezenți, în plină iarnă, pentru a asista la înmormântare.
Lonov a fost înmormântat în cimitirul Novodevichy din apropiere de Moscova, unde se odihnesc și alte personalități ale culturii ruse.

## Filmografie
Actor de film
- 1960 Raidul vărgat (Полосатый рейс / Polosatîi reis), regia Vladimir Fetin
- 1964 Poveste de pe Don (Донская повесть / Donskaia povest), regia Vladimir Fetin
- 1965 Treizeci si trei (Тридесет и три / Trideset i tri), regia Gheorghi Danelia
- 1968 Primul curier (Първият куриер / Părviat kurier), regia Vladimir Iancev
- 1986 Kin-Dza-Dza (Кин-Дза-Дза!), regia Gheorghi Danelia
- 1971 Gentlemenii norocului (Джентльмены удачи / Djentlmenî udaci), regia Aleksandr Serîi
- Autumn Marathon
- Big School-Break
- Borrowing Matchsticks
- 1975 Afonya (Afonya/Афоня), regia Gheorghi Danelia
- 1975 Circus in the Circus (Соло для слона с оркестром)
- 1975 Premiul (Премия / Premia), regia Serghei Mikaelian
- 1977 Șoimul (Мимино / Mimino), regia Gheorghi Danelia
- 1979 Fiul cel mare (Взрослый сын), regia Aleksandr Pankratov
- 1994 Amerikanskiy dedushka (Американский дедушка), regia Ivan Șciogolev

Voce
- 1969 Winnie-the-Pooh
- Laughter and Grief by the White Sea